# アントーニオ・モリナーリ
アントーニオ・モリナーリ（Antonio Molinari、1655年1月21日 - 1704年2月3日）はイタリア、バロック期のヴェネツィアの画家である。 

## 略歴
ヴェネツィアで生まれた。父親のジョヴァンニ・モリナーリ(Giovanni Molinari)はピエトロ・デラ・ヴェッキア(Pietro Della Vecchia) の弟子で、あまり知られていない画家だった。父親の工房で学んだ後、アントニオ・ザンキ(Antonio Zanchi: 1631–1722)の工房で働いた。 アントニオ・ザンキやドイツ出身でヴェネツィアで働いていたヨハン・カール・ロト(Johann Carl Loth:1632–1698)のスタイルから影響を受けた。独立した画家になり、1678年に肖像画を描き、1678年から1681年は現在のクロアチアのマカルスカの修道院の壁画を描いた。
ヴェネツィアの公共施設の壁画を描くようになり、ローマの画家、建築家ピエトロ・ダ・コルトーナの影響を受けてその色使いは明るいものになった。1690年代にはベネツィアで重要な画家の一人となった。
弟子にはジョヴァンニ・バッティスタ・ピアッツェッタ(c.1683-1754)がいる。アンジェロ・トレヴィサーニ(Angelo Trevisani: c.1669-1753)やアントニオ・アリゴーニ（Antonio Arrigoni: c.1664-1730)、ジョバンニ・アントニオ・ペレグリーニ(Giovanni Antonio Pellegrini: 1675-1741)といった画家にも影響を与えたとされる。